# Careproctus marginatus
Careproctus marginatus är en fiskart som beskrevs av Kido, 1988. Careproctus marginatus ingår i släktet Careproctus och familjen Liparidae. Inga underarter finns listade.